# Attractiepark Slagharen

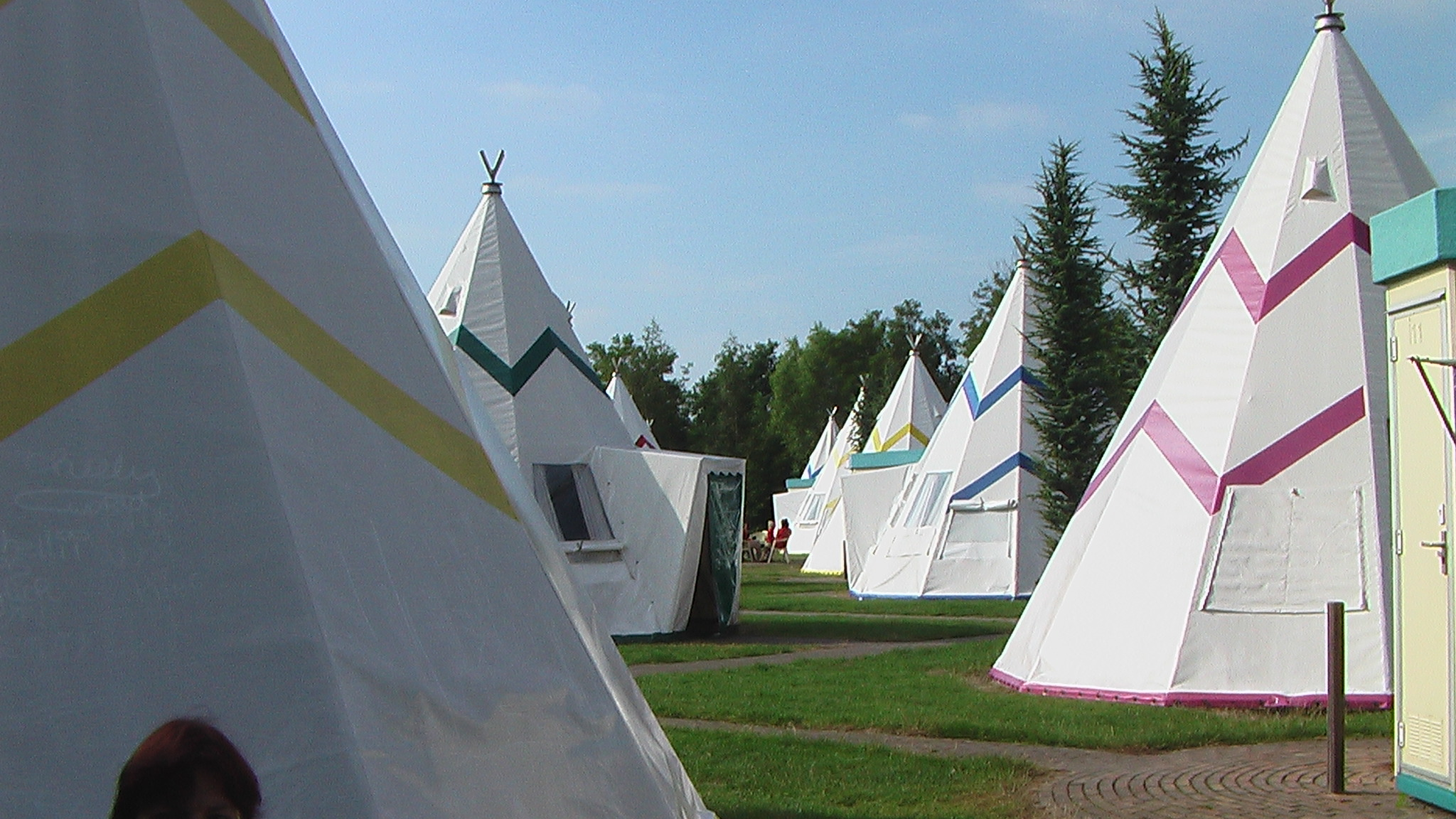
Wigwamwereld in Slagharen.

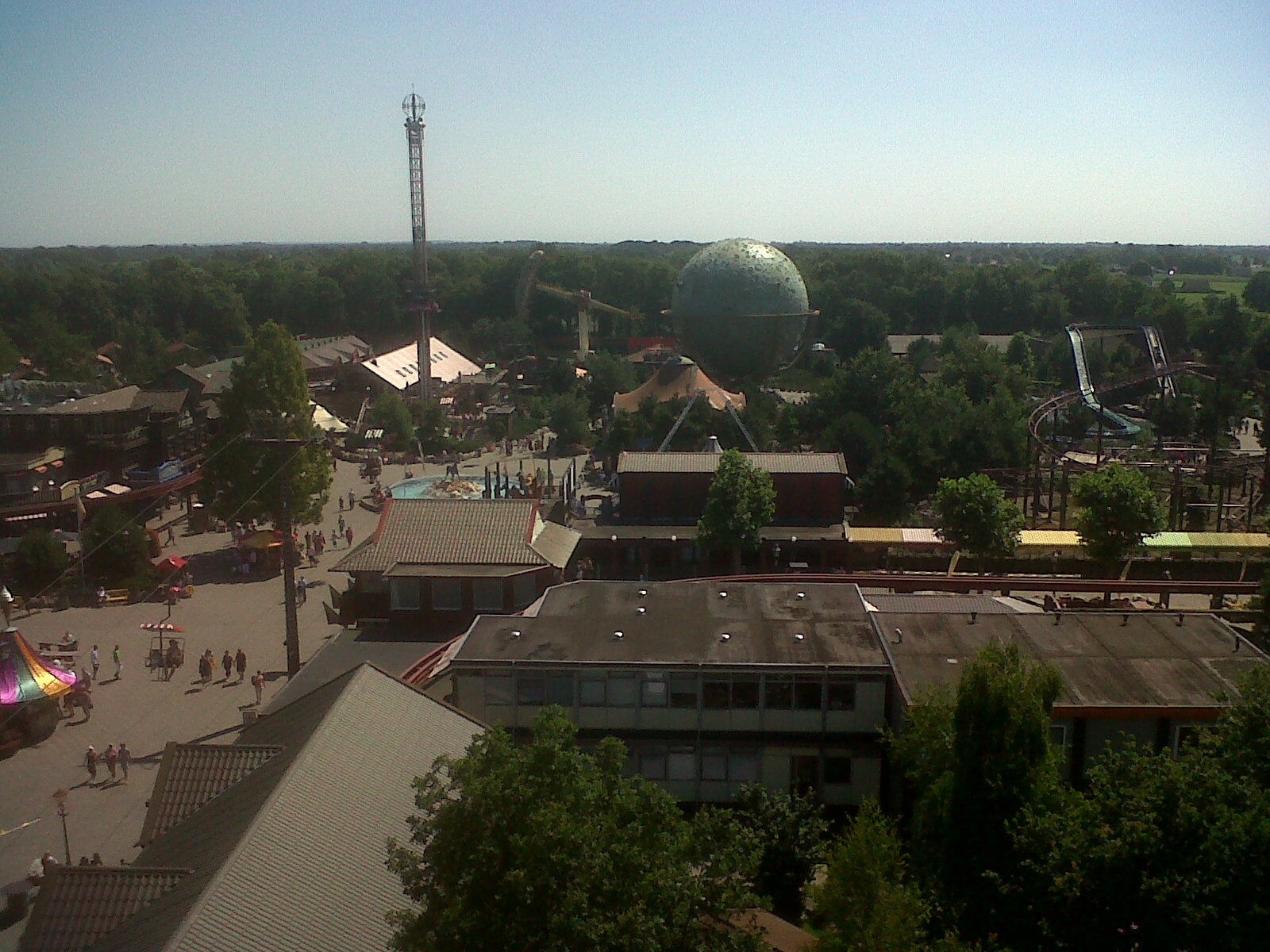
De attracties Free Fall, Flying Cloud, Zweefapollo en Ripsaw Falls en op de voorgrond de kantoren

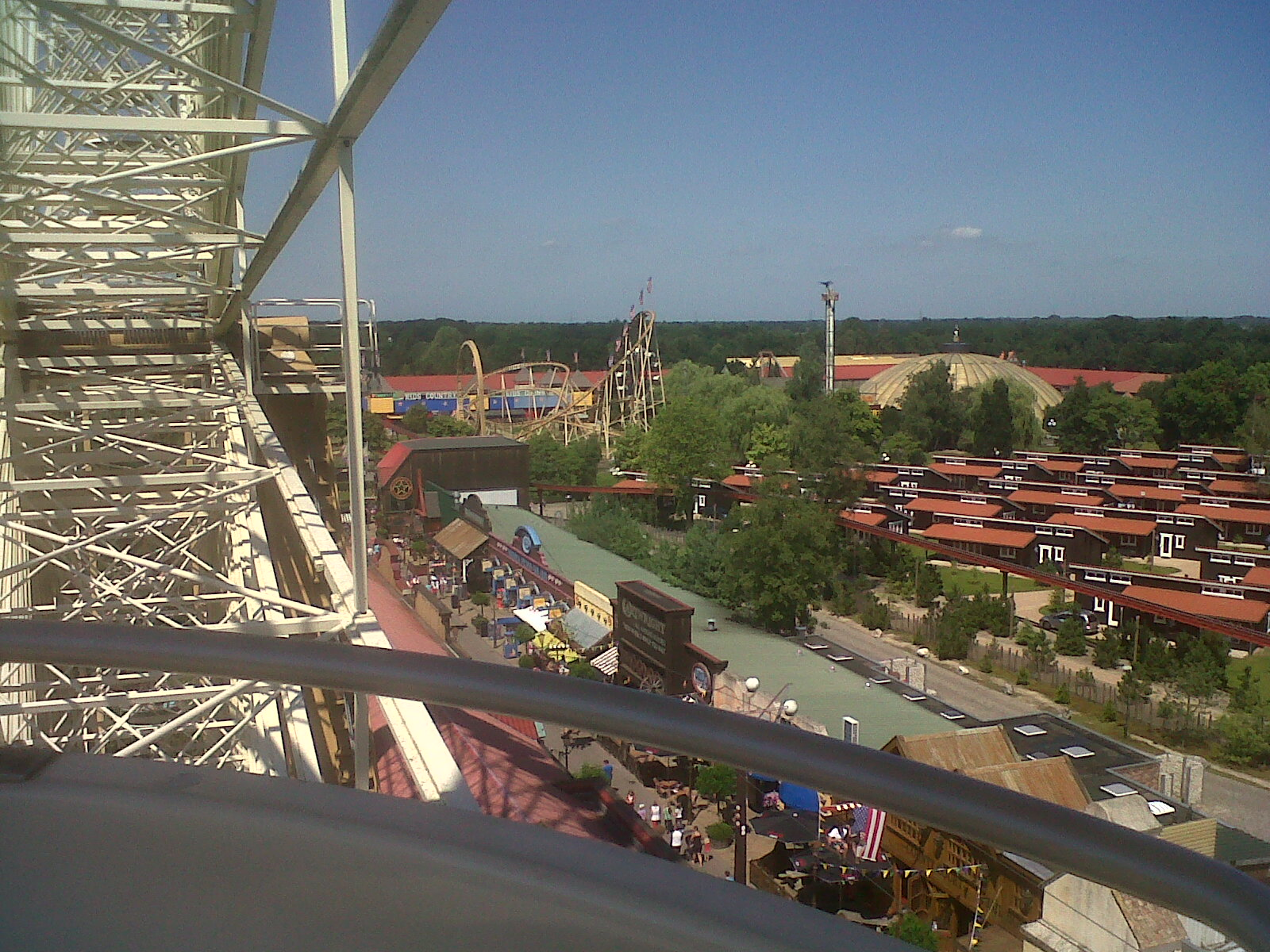
Het noordelijke deel van het park met de achtbaan Thunder Loop, de Eagle, de Wild West Adventure.

Attractie- & Vakantiepark Slagharen is een attractiepark en vakantiepark in Slagharen in de Nederlandse provincie Overijssel. Het park bestaat sinds 1963 en heette oorspronkelijk Shetland Ponypark Slagharen. In het logo staat de Engelse naam Slagharen Themepark & Resort.
Het attractiepark bestaat uit twee gebieden, die onderling verbonden zijn door een Mainstreet met winkels en restaurants. Het park telt meer dan 30 attracties, waaronder 2 achtbanen.
Het park heeft zes themagebieden: Indian, Yellowstone, New Orleans, Mexican, Wild West en Jules Adventureland (Genoemd naar de Franse schrijver Jules Verne).
In het zuidelijk deel is de entree en hier staan attracties als Apollo, Enterprise en Free Fall. In het noordelijke deel staat de grote achtbaan Gold Rush, Red Bandits Adventure en Tomahawk. In dit deel staat ook de korenmolen de Pionier uit bouwjaar 1859.
Aan de Mainstreet staan het reuzenrad Big Wheel en de Sky Tower. Een kabelbaan boven Mainstreet met stations bij de Apollo en Kids Country verbindt het noordelijke en zuidelijke deel van het park. Daarnaast rijdt er een monorail door het gehele park, maar deze heeft slechts één station in het zuidelijk deel.
Op het vakantiepark staan stacaravans en bungalows. Een ander deel van het vakantiepark heet Wigwamwereld Slagharen en hier staan wigwamtenten en de waterspeelplaats Sunny Beach. Sinds 2002 is er naast de Wigwamwereld ook een camping, die eigendom is van Attractiepark Slagharen.

## Geschiedenis

### Jaren 1960
In 1963 bouwde winkelier Henk Bemboom een aantal vakantiehuisjes op een stuk landbouwgrond rond een oude boerderij in Slagharen. Als extra attractie bood hij bij elk vakantiehuisje een shetlandpony en een wagentje aan. Met Pinksteren opende het vakantiepark met vierentwintig huisjes. In die tijd waren shetlandpony's zeldzame dieren in Nederland, wat het park uniek maakte. Het daaropvolgende jaar werd het aantal vakantiehuisjes verdubbeld.
Daarnaast werd dat jaar een openluchtzwembad gebouwd, een speeltuin en een zandbak. Tegen een entreeprijs werd het mogelijk om op dagbezoek te komen.
Vanaf 1965 begon de ontwikkeling van het attractiepark. Ter ontspanning van de vakantiegasten werden een aantal kermisattracties geplaatst, een theater met waterorgel (Dancing Water Theater) en lachspiegels. Het vakantiepark werd uitgebreid tot 100 huisjes.
In 1966 werd de mogelijkheid tot Sulkyrijden (pony's met tweewielige koetsen) aangeboden en werd een ponybaan aangelegd. Daarnaast kwamen er ook nog een bowlingbaan, een botsbotenbassin en Diorama.
In 1968 opende de inmiddels afgebroken darkride “Nautilus”, eerst onder de naam Onderwaterland. Ook het vakantiepark breidde uit en in 1967 stonden er 160 vakantiehuisjes. In 1969 kwamen er een autoscooter en een Calypso (heette eerst gewoon Calypso en later Rodeo Rider, afgebroken in 2013) in het park.

### Jaren 1970
Het vakantiepark werd verder uitgebreid tot 172 huisjes in 1970, 183 in 1971 en 302 in 1972. Verder werd in 1971 een groot restaurant gebouwd.
In de jaren daarna ontstond een volwaardig attractiepark. Vanaf 1972 voerde Bemboom het principe in van één prijs betalen en onbeperkt toegang tot alle attracties, in plaats van losse kaartjes per attractie, als eerste park in Nederland. In 1973 werden Octopus (een Polyp, heet sinds 2016 “El Torito”) en Weens Reuzenrad aan het park toegevoegd. Op de plaats van Weens Reuzenrad werd later Chuck Wagon gebouwd. In 1974 werd de Mountain Slide toegevoegd aan het park, een grote glijbaan, en de Lunik. In 1975 werd tweedehands een 28 meter hoge uitkijktoren aangekocht, de Zeppelin, en werden opnieuw 25 vakantiehuizen bijgebouwd.
In 1976 volgden de Apollo 14, een ronddraaiende molen in het thema van de landing van de Amerikaanse raket Apollo 14 op de maan, en de Dombomolen. In dit jaar werd ook de kabelbaan gebouwd. Op vijf kilometer van het domein werd een tweede vakantiepark gebouwd, Vakantiepark Collendoorn, met 185 verblijven (en bijhorende pony’s).
In 1977 werd een kleine draaimolen, Merry go Mad, toegevoegd aan het park, werd een nieuwe ponyhal gebouwd, een schiethal (Shooting Gallery), en werden de iets grotere attracties Enterprise en Tomahawk (een Troika) toegevoegd.
In 1978 werd in het park een monorail gebouwd, die door bijna het hele park rijdt. Dat jaar opende ook de filmzaal El Teatro, toen videotheater, welke tegenwoordig een 4D-cinema is. In 1979 werd de eerste achtbaan met een verticale looping van Nederland gebouwd genaamd Superachtbaan Looping Star. Ook werd dat jaar het vijftig meter hoge reuzenrad Big Wheel gebouwd en werd de Rodeo Rider toegevoegd.

### Jaren 1980
In 1980 werd een schommelschip en een tweede Apollo aangekocht. De Apollo was een kopie van de Apollo 14 die al in het park stond, echter was deze versie omgebouwd tot zweefmolen. In 1981 werd een tweede draaimolen gebouwd (Gallopers).
Op 6 maart 1981 verwoestte een grote brand een deel van het terrein. Bij de brand gingen onder meer het cowboydorp Texas in Holland, een restaurant, de orgelzaal, een van de twee monorailstations met daarin twee treinen en een draaimolen verloren. Ook werd hierbij het één jaar oude schommelschip beschadigd. De brand werd vermoedelijk aangestoken. De daaropvolgende jaren werden het waterorgel en het monorailstation opnieuw gebouwd (rond 1983). In 1983 werd het Looping Schip genaamd Droomboot geopend.
In 1987 werd, naast het bestaande openluchtzwembad een overdekt zwembad gebouwd. Dit kreeg de stijl van de Noordpool, met ijsberen, sneeuwbergen en ijsschotsen. Het kreeg de naam Bergbad (later Rocky Mountain Springs).
In aanwezigheid van zijn echtgenote en belangstellenden onthulde Henk Bemboom op 3 juni 1989 in het dorp Slagharen een bronzen beeld van een meisje op een pony. Het beeld werd aangeboden vanwege het 25-jarig bestaan van het Ponypark door de bevolking van Slagharen en Schuinesloot als dank en waardering voor het ondernemerschap. Deze dag was de 100e geboortedag van zijn vader.

### Jaren 1990
In de jaren 1990 werd de hele infrastructuur van het park vernieuwd, wat resulteerde in een betere spreiding van de bezoekers over het park en daarmee kortere wachttijden.
In 1990 werd directeur Bemboom opgevolgd door zijn zoon Bouwe en dochter Henric Bemboom. Henric nam de directie op zich, Bouwe de techniek, veiligheid en automatisering.
Het attractieaanbod van het park werd verbreed, vooral voor jongere kinderen. Zo kwamen onder andere Randy's Water Splash, een waterspeelplaats, Chuck Wagon, een minireuzenrad, Kid's Country (eerst Kinderland), Loggers Slide (een houten speeltoestel) en de Goldmine, waar kinderen zelf op zoek kunnen gaan naar goud in een nagebouwde goudmijn. Daarnaast werden enkele grotere attracties toegevoegd, zoals Dream Catcher (Vliegend tapijt), The Eagle (Condor), White Water (Hara Kiri Raft Slide) en Ripsaw Falls (boomstamattractie).

### Jaren 2000
Omdat de pony's in de loop van de jaren op de achtergrond waren geraakt in vergelijking met de andere attracties, werd de naam rond 2000 veranderd in ‘Attractiepark Slagharen’. De overgebleven pony's werden enkele jaren overgedaan aan het Ponypark Collendoorn, dat intussen verzelfstandigd was en zich juist richtte op activiteiten met deze dieren.
In de eerste jaren van het decennium werd de beleving en het uitzicht van het park verbeterd. Zo werd de straat met winkels in het midden van het park omgedoopt tot Main Street en kreeg het een Wilde Westen-thema. Er opende een nieuwe overdekte attractie, Wild West Adventure, waarin men in ronde boten een rondvaart tussen cowboy- en indianenscènes in het Wilde Westen maakt. Tevens werd de Keverbaan vervangen door de Mine Train, en een vrijevaltoren Free Fall gebouwd.
Sinds 2005 organiseerde het park in de vakanties en in de weekenden de Slagharen Zomerparade aan het einde van de middag als afsluiting van de dag. Er waren onder andere steltenlopers, oldtimers, clowns en de mascottes te zien. De parade ging vanaf het kabelbaanstation bij de molen, door de Main Street tot aan de fontein, en weer terug.
Daarnaast nam in 2005 Henric Bemboom het park volledig over van haar vader. Naast directrice en parkbeheerder werd ze nu eigenaar van het park.
Naar analogie met de zomerparade is sinds 2006 in de herfstvakantie de Lichtjesparade (officieel de Miracle of Lights Parade) te zien. Hierbij worden het park, de voertuigen en personages verlicht door duizenden lampjes.
In 2008 werd bij de 45ste verjaardag van het park de naam veranderd in ‘Attractie- & Vakantiepark Slagharen’. In 2009 nam Henric Bemboom Angelique Klar aan om samen het park te runnen. Klar moest het park organisatorisch klaarmaken voor een overname.

### Jaren 2010
Vanaf 2010 organiseerde SBS6 in Attractiepark Slagharen jaarlijks in het voorjaar het Grote SBS Paasfeest. Er traden tijdens het feest diverse artiesten op. Ook werd dit jaar het de SBS6-reeks Actie in het attractiepark opgenomen in Attractiepark Slagharen.
Sinds 2011 is er in de zomervakantie elke dag om 18.30 uur de Mardi-Gras-parade te zien, ter vervanging van de zomerparade. De parade staat in het teken van het Amerikaanse zomercarnaval Mardi Gras. Sinds 2011 wordt in het najaar rond Sinterklaastijd ook het Grote SBS Sinterklaasfeest gehouden, een variant op het SBS6 Paasfeest.
In 2012 werd Slagharen overgenomen door Parques Reunidos. De familie Bemboom is niet meer bij het park betrokken. De in 2009 in dienst genomen Angelique Klar gaat de functie van algemeen directeur van het park vervullen. De algemene directie besliste de attracties Rodeo Rider, Nautilus, Dream Catcher en de Enterprise op te doeken en te laten vervangen door vijf nieuwe attracties ter ere van het vijftigjarig bestaan van het park in 2013. De Enterprise bleef bestaan, omdat er maar vier nieuwe attracties werden gerealiseerd. Op de plaats van de verdwenen oudere attracties verschenen Expedition Nautilus (op de plaats van Rodeo Rider), Fogg's Trouble (op de plaats van Flying Cloud, die op zijn beurt werd verplaatst naar de plaats van Dream Catcher), Magic Bikes en Passepartout Explorer (op de plaats van Nautilus).
In 2014 overleed Henk Bemboom, de oprichter van het Attractiepark, op 93-jarige leeftijd. In het najaar van 2014 vertrok Angelique Klar om te worden vervangen door Wouter Dekkers, voormalig directeur van Movie Park Germany (ook een park van Parques Reunidos).
In deze periode waren er ook weer enkele jaren pony's te vinden in het attractie- en vakantiepark, zoals voorheen gekoppeld aan vakantiehuisjes. Vanwege de afbraak van de oudste vakantiehuisjes nam het park in 2017 definitief afscheid van de pony's.
Tussen de seizoenen 2014 en 2015 werd in de grote hal achteraan het park een nieuw subtropisch zwemcomplex gebouwd met de naam Aqua Mexicana ter vervanging van Rocky Mountain Springs. Het zwembad kwam in de plaats van een eerder aangekondigd overdekte pretparkgedeelte, waarmee het park de concurrentie wou aangaan met Plopsa Indoor Coevorden. Het zwembad had als doel om het vakantiepark te kunnen laten concurreren met de omliggende bungalowparken, onder meer van Center Parcs. Voor de bouw van het zwemcomplex werd onder andere de Flying Cloud afgebroken, en werd een deel van de Monorail verplaatst.
Verder werden de verouderde Apollo en de Thunder Loop, die eind 2014 was afgekeurd door de veiligheidsinstanties, in 2015 grondig gerenoveerd. Apollo werd volledig gedemonteerd en terug in elkaar gezet, Thunder Loop werd onder andere opnieuw gestabiliseerd.
In 2016 kreeg de Octopus een grondige opknapbeurt, net zoals de Apollo het jaar ervoor, waarbij hij volledig werd gedemonteerd en gereviseerd. Daarnaast kreeg de attractie ook een nieuw thema: deze gaat voortaan als El Torito door het leven. Ook in het vakantiepark werd geïnvesteerd en er werden verblijven gerenoveerd. Eind juli maakte het park bekend een miljoeneninvestering voor 2017 waarbij een nieuw stuk grond zal worden bebouwd. Hierop komen circa honderd volledig nieuwe verblijven. Daarnaast wordt een strook verouderde huisjes achter het reuzenrad Big Wheel afgebroken om zo de vrijgekomen grond voor het attractiepark te reserveren. Parques Reunidos bracht eind november 2016 naar buiten dat in de bouw van de nieuwe huisjes 8 miljoen euro zou worden geïnvesteerd.
Begin juni 2016 werd aangekondigd dat 2016 het laatste jaar is voor Thunder Loop. Gedurende het jaar was de achtbaan al enkele keren noodgedwongen dicht. Het onderhoud drukte behoorlijk op de begroting: op zondag 2 oktober 2016 zou Thunder Loop zijn laatste rondje rijden, waarna met de afbraak zal worden begonnen. Midden augustus werd de naam van de nieuwe achtbaan onthuld: Gold Rush. Nadat de achtbaan was gedemonteerd, werd zij verscheept naar Loudon Castle. Sinds april 2018 staat de baan in het pretpark Parko Paliatso op het eiland Cyprus. Gold Rush is een investering van ongeveer 5 miljoen euro. Op 13 april 2017 opende de nieuwe achtbaan in het pretpark.
Tussen januari en maart 2018 werd er gewerkt aan de realisatie van een nieuwe ingang. Waar voorheen één bouwwerk deel uitmaakte van de ingang zijn dat er tegenwoordig twee: een kassagebouw met drie doorgangen en een aparte ticketcontrole achter het kassagebouw. De ingang is iets naar voren verplaatst en staat nu recht voor de laan richting de parkeerplaats, in tegenstelling tot de voormalige ingang die aan de zijkant gevestigd was.
In het voorjaar van 2018 opende er met het Black Hill Ranger Path een groot klimpark in het pretpark. Black Hill Ranger Path heeft drie hoogte niveaus, een klimmuur van 8 meter hoog en een 115 meter lange rollglider.
Per januari 2019 heeft Wouter Dekkers het stokje over gedragen aan de voormalig operationeel directeur: Wouter Pops.

### Vanaf 2020
In 2021 werd in Slagharen op voordracht van het plaatselijk belang Slagharen het pleintje waar het beeld van meisje op pony staat dat werd geschonken i.v.m. het 25-jarig jubileum in 1989 van Attractiepark Slagharen vernoemd naar Henk Bemboom en heet sindsdien het Henk Bemboomplein.
In 2022 verscheen er een  boek onder titel: Henk Bemboom's Rollercoaster Life in Een Wereld van Plezier In dit Jubileumboek worden de lezers meegenomen in het indrukwekkende leven van Henk Bemboom: Hij is de oprichter en grondlegger van toen Shetland Pony Park Slagharen, nu Attractie- en Vakantiepark Slagharen. Het boek is geschreven door Vincent Wols, de man achter de website de Slagharenverzamelaar.  
In 2023 vierde het Attractiepark Slagharen zijn 60-jarig bestaan met een speciaal verjaardagsfeest onder de naam Slagharen Festival: Celebrating 60 years tijdens de Pinksteren op 27 mei.

## Bezoekers
In 2004 trok het park 1,3 miljoen bezoekers. Tussen 2005 en 2008 werden jaarlijkse bezoekersaantallen van 1,4 miljoen genoemd. Van 2009 tot en met 2014 publiceerde de toenmalige directie jaarlijks circa een half miljoen hogere bezoekersaantallen dan er daadwerkelijk waren. In 2014 ontving Slagharen 1,037 miljoen bezoekers. In 2022, het eerste jaar na de coronacrisis, waren dat er 1,15 miljoen.

## Attracties
Dit is een lijst van de attracties en souvenirwinkels in het attractiepark:
| Attractie   | Openingsjaar | Bouwer                           | Bijzonderheden                                                                          | Afbeelding |
| ----------- | ------------ | -------------------------------- | --------------------------------------------------------------------------------------- | ---------- |
| Main Street | 2002         | Bikkel Dienstverlening Hoogeveen | Een winkelpromenade in de stijl van het wilde westen met kledingwinkels en restaurants. |            |

### Achtbanen
| Attractie  | Openingsjaar | Bouwer     | Type                   | Model                   | Bijzonderheden | Afbeelding |
| ---------- | ------------ | ---------- | ---------------------- | ----------------------- | --- | ---------- |
| Mine Train | 2001         | Vekoma     | Stalen achtbaan        | Junior Coaster (large)  | De Mine Train staat op de plaats waar voorheen de Keverbaan stond, een Tivoli Large-achtbaan van Zierer. Tijdens de rit wordt er gefotografeerd. |            |
| Gold Rush  | 2017         | Gerstlauer | Stalen lanceerachtbaan | Custom Infinity Coaster | Gold Rush vervangt in 2017 Thunder Loop, de Looping Star-achtbaan van het park van Anton Schwarzkopf.                                            |            |

### Waterattracties
| Attractie             | Type                 | Openingsjaar | Bouwer     | Bijzonderheden | Afbeelding |
| --------------------- | -------------------- | ------------ | ---------- | --- | ---------- |
| Expedition Nautilus   | Splash Battle        | 2013         | MACK Rides | Een van de jubileumattracties. Een deel van de thematisering van de verwijderde Nautilus is in deze attractie verwerkt.            |            |
| Ripsaw Falls          | Boomstamattractie    | 1992         | Reverchon  | Tijdens de rit wordt er gefotografeerd.                                                                                            |            |
| Red Bandits Adventure | Dark water ride      | 2023         | MACK Rides | Opvallend is dat deze tocht wordt gemaakt in ronde wildwaterbaanbootjes. Red Bandits Adventure is speciaal gemaakt voor Slagharen. |            |
| White Water           | Hara Kiri Raft Slide | 1991         | Van Egdom  | De attractie werd sinds 2015 een gedeelte van Aqua Mexicana en in 2020 is het weer toegevoegd als een attractie bij het park       |            |

### Overzichtsattracties
| Naam               | Jaar geopend | Bouwer           | Bijzonderheden | Afbeelding |
| ------------------ | ------------ | ---------------- | --- | ---------- |
| Pioneer Express 63 | 1978         | Schwarzkopf      | Een van de stations is vervangen na een brand in 1981. In 2015 is de baan herlegd om rond het zwemcomplex Aqua Mexicana te gaan, waardoor er nu enkel nog een station is vooraan in het park. Reeds in 1970 opende Slagharen een kleine monorail die tevens de allereerste monorail in Nederland was. Toen in 1978 de grote monorail erbij kwam had Slagharen tot halverwege de jaren 80 twee monorails. Het parcours van beide liep ter hoogte van het restaurant parallel. Tevens gingen beide over de bovenverdieping van het restaurant. In 2021 werd deze attractie omgedoopt van Monorail naar Pioneer Express 63. |            |
| Cable Car          | 1976         | Seilbahnbau Gmbh | Transport tussen twee stations in het zuidelijk en noordelijk parkdeel. Uitstappen is verplicht, het is niet mogelijk een rondje heen en weer te maken. |            |
| Sky Tower          | 1999         | Schwarzkopf      | Een uitkijktoren van 30 meter hoog. (Op de achtergrond van de afbeelding) In de constructie van Sky Tower zijn elementen gebruikt van de voormalige uitkijkattractie Zeppelin uit 1975. |            |
| Big Wheel          | 1980         | Schwarzkopf      | Een reuzenrad van 50 meter hoog. |            |

### Overige attracties
| Attractie                 | Jaar geopend | Bouwer                      | Bijzonderheden | Afbeelding |
| ------------------------- | ------------ | --------------------------- | --- | ---------- |
| Enterprise                | 1977         | Schwarzkopf                 | Een enterprise |            |
| Magic Bikes               | 2013         | Zamperla                    | Vliegende fietsen. |            |
| Merry go Mad              | 1977         | Bemboom Rides               | Ook wel bekend als Engelse Draaimolen. Het is de kleinste draaimolen in het park. |            |
| Apollo                    | 1980         | Schwarzkopf / Bemboom Rides | Een zweefmolen, met schommels bevestigd aan een ring die om een grote maan draait. |            |
| Free Fall                 | 2003         | Fabbri                      | Een vrijevaltoren van 40 meter. |            |
| El Torito                 | 1973         | Schwarzkopf                 | Een Polyp Gerenoveerd in 2016 |            |
| Gallopers                 | 1981         | Zierer                      | Een draaimolen met paarden, de grootste in het park. |            |
| Fogg's Trouble            | 2013         | Zamperla                    | Een Rockin' Tug. |            |
| Old Timer                 | 1995         | Metallbau Emmeln            | Een rondrit in Old Timers. |            |
| Tomahawk                  | 1977         | HUSS Park Attractions       | Een zogenaamde Troika. Tomahawk is het Indiaanse woord voor bijl. Gerenoveerd in 2005. |            |
| Chuck Wagon               | 1999         | Zamperla                    | Een klein reuzenrad voor wie niet in het grote reuzenrad Big Wheel durft. |            |
| Pirate                    | 1980         | HUSS Park Attractions       | Een schommelschip. Heette eerst Piraat. |            |
| The Eagle                 | 1998         | HUSS Park Attractions       | De Eagle is een condor, een draaimolen die via een toren op een hoogte van meer dan 20 meter wordt gehesen, en waarbij de gondels doorheen de lucht vliegen. De gondels hebben de vorm van een Arend |            |
| The Passepartout Explorer | 2013         | Sela Cars                   | Kinderracebaan. Staat op de plaats van de verwijderde Nautilus |            |

### Film en theater
| Attractie                      | Jaar geopend | Bijzonderheden | Afbeelding |
| ------------------------------ | ------------ | --- | ---------- |
| El Teatro                      | 1978         | Vanaf seizoen 2007 vestigde hierin de, 20 minuten durende, 4D-film Haunted House. Vanaf 2010 was er de 4D-film Turtle Vision te zien. Deze 4D-film is gebaseerd op de bioscoopfilm Robin Hoods avonturen. Vanaf april 2022 is er de 4D-film Rio 2 te zien. |            |
| Music Hall                     | ?            | Stond eerst bekend als de bingo-hal. In 2009 verbouwd tot theater. |            |
| Western Village Theater        | 2010         | Geopend na het verdwijnen van de Wild West Show |            |
| American Circus- & Showtheater | ?            | In het American Circus worden jaarlijks verschillende shows opgevoerd. In 2008 was hier ter gelegenheid van het 45-jarig jubileum de Celebration Show te zien.                                                                                             |            |

### Overig amusement
| Attractie         | Jaar geopend | Bijzonderheden | Afbeelding |
| ----------------- | ------------ | --- | ---------- |
| Phileas Fun House | ?            | Een overdekte kinderspeelplaats. Heette voor de komst van het Jules Verne Adventureland Rosies Playground. Gevestigd in een gebouw waar vroeger een rupsbaan in zat, wat nog steeds te zien is aan de glooiing in de wandelgang rond het speeltoestel. |            |
| Euroball          | 1982         | Ballen schieten met kanonnen. De kanonnen staan in een omgebouwde kermiswagen. (Bouwer: Valco) |            |
| Lucky Nugget      | 2002         | Een speelhal met gokautomaten in Main Street. Heette eerst Crystal Palace. De hal is geopend tot 23u voor gasten van het vakantiepark. |            |
| Kid's Country     | 1993         | Heette eerst Kinderland. Grondig verbouwd in 2017. |            |
| Shooting Gallery  | 1977         | Schieten met geweren in een kroeg, waarbij het de bedoeling is de voorwerpen en personen te raken. Bevond zich tot 2016 in de voorkant van Kids Country maar is sinds 2017 in de Main Street te vinden.                                                |            |
| Goldmine          | 1998         | Het zoeken van goud in troggen zand met een zeefpan zoals echte goudzoekers dat doen. Je gevonden goud wordt nadien 'tot een gouden medaille geslagen' die je mee naar huis mag nemen.                                                                 |            |
| Loggers Slide     | 1995         | Een houten speeltoestel. Heette eerst Houtvester Speelplaats. |            |

### Verdwenen attracties

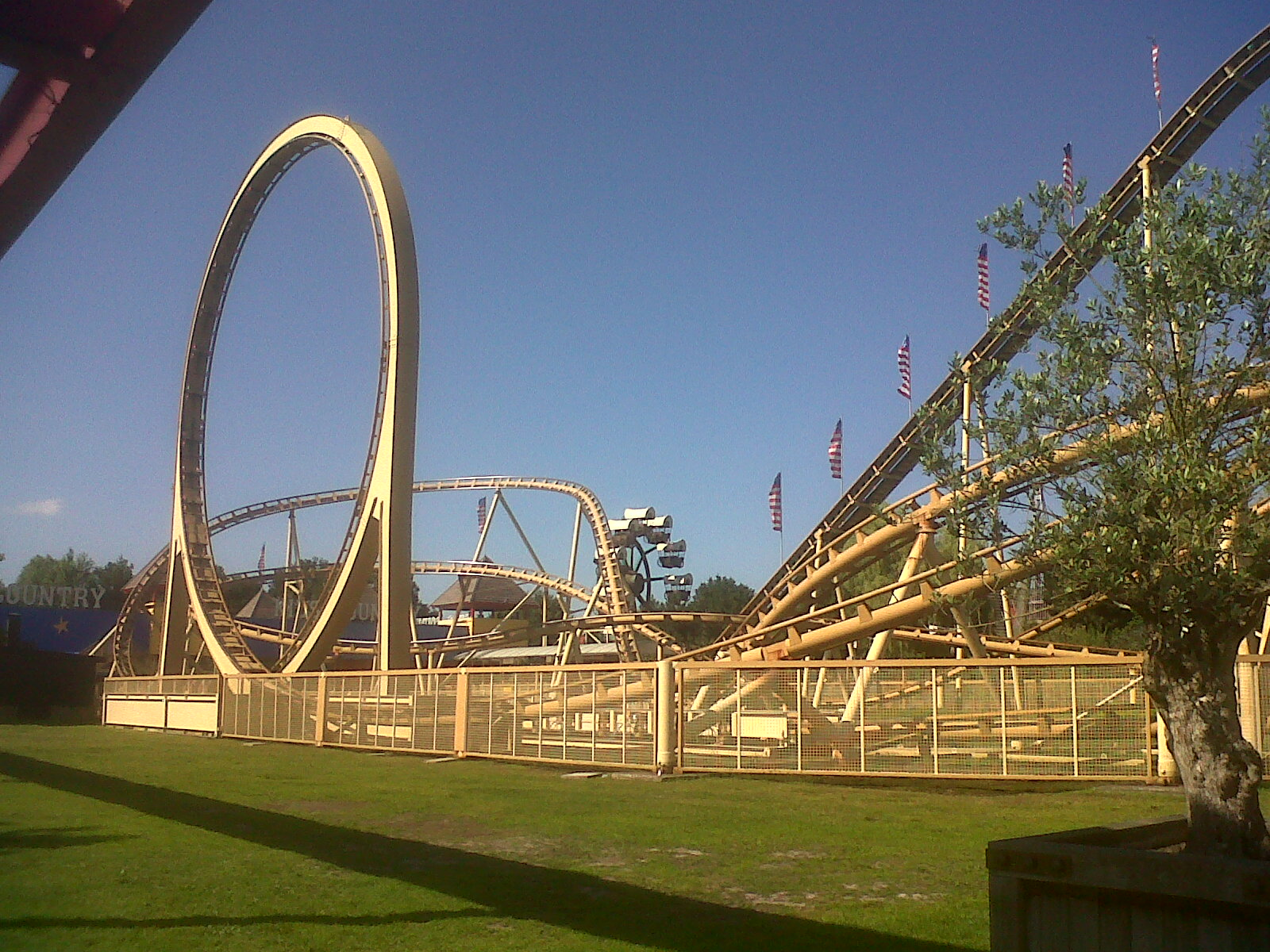
Thunder Loop overdag in 2012

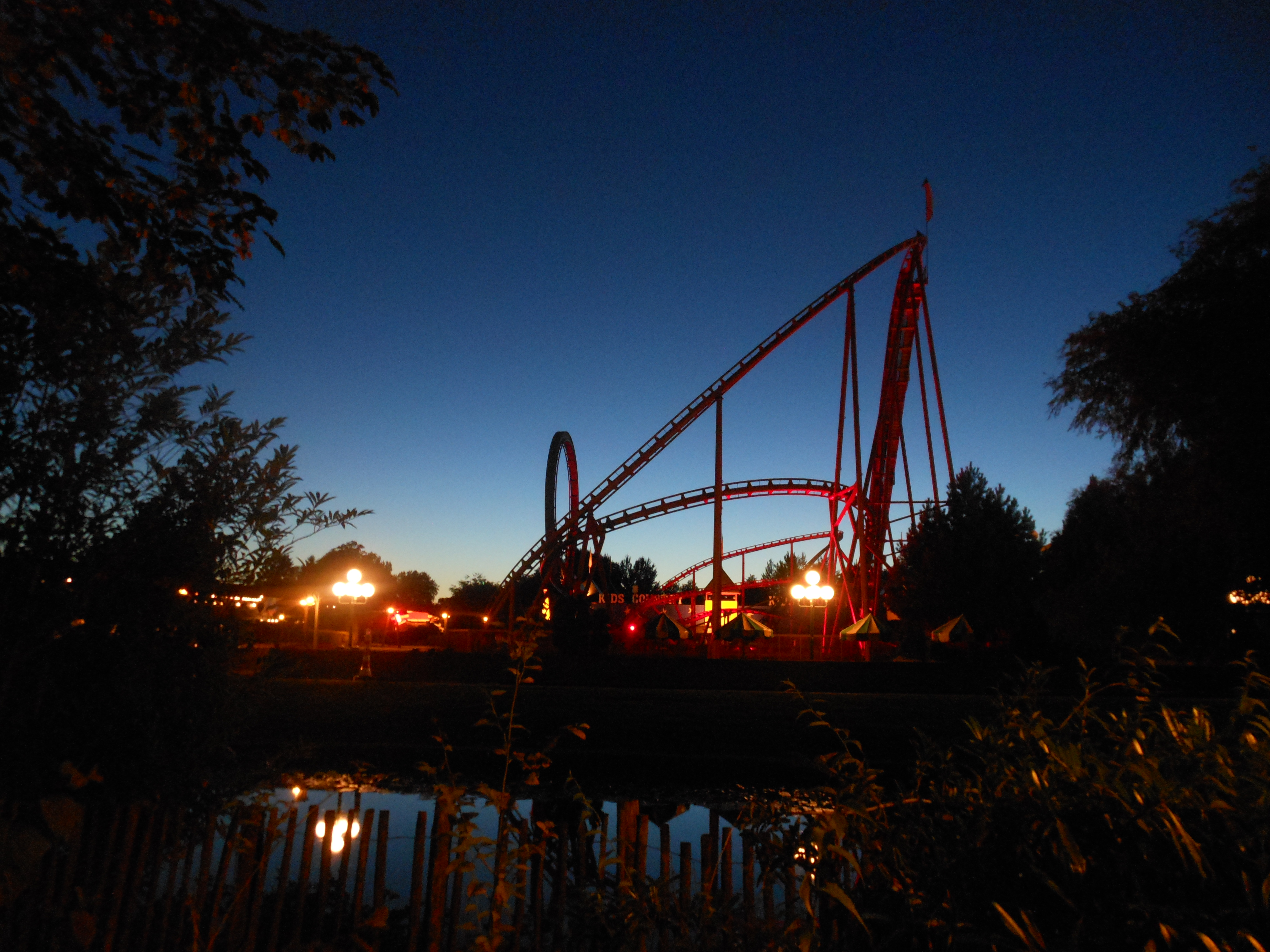
Thunder Loop 's nachts in 2016

| Attractie              | Soort                                                    | Constructeur      | Jaren in park | Jaren in park | Vervangen door                                                      | Overige opmerkingen |
| ---------------------- | -------------------------------------------------------- | ----------------- | ------------- | ------------- | ------------------------------------------------------------------- | --- |
| Onbekend               | Wilde muis                                               | Mack rides        | 1974          | 1975          | N/A                                                                 | Een houten muis. Origineel gebouwd voor de Belgische Expo ‘58. In 1974 naar Slagharen verplaatst en later in 1975 gesloopt. De bezoekers gaan met kleine gekleurde karretjes in de vorm van een muis door snelle bochten en snelle vallen. Er is beperkt videomateriaal beschikbaar. |
| Thunder Loop           | Stalen achtbaan Model: Looping Star                      | Anton Schwarzkopf | 1979          | 2016          | Gold Rush                                                           | Was zeer duur geworden in onderhoud wegens de leeftijd. Gedemonteerd in oktober 2016 en verkocht aan het gesloten Schotse Loudoun Castle. Uiteindelijk is hij naar een attractiepark in Cyprus gegaan. |
| Lachspiegels           | Lachspiegels                                             |                   |               |               |                                                                     | |
| Las Vegas              | Speelhal met videogames                                  |                   |               |               | De overdekte kinderattractie Rosies Playground                      | |
| Autoscooter            | Botsauto's                                               |                   |               |               | Dream Catcher, later Flying Cloud (nu buitengedeelte Aqua Mexicana) | |
| Stoomtrein             | Stoomtreintje in een Wild West-show                      |                   |               |               |                                                                     | nu in OK Corral in Frankrijk |
| Kleine monorail        | Monorail met één station                                 | Anton Schwarzkopf | 1970          | 1978          |                                                                     | Het station heeft na de sloop van de monorail dienst gedaan als lockerroom. In 2018 heeft het station plaatsgemaakt voor de nieuwe ingang. |
| Zeppelin               | Soort uitkijktoren met mandjes in de vorm van zeppelins. | Anton Schwarzkopf | 1975          | 1998          |                                                                     | Er waren twee zeppelins. Er zijn onderdelen, waaronder de paal, van de eerste Zeppelin gebruikt voor de Sky Tower die de Zeppelin vanaf 1999 verving. Gebouwd in 1968 voor de kermis. |
| Keverbaan              | Stalen achtbaan Model: Tivoli Large                      | Zierer            | 1976          | 2000          | Mine Train                                                          | Werd soms "dubbele achtbaan" genoemd, maar dit was ofwel omdat hij twee rondjes na elkaar deed, ofwel omdat het bovenaanzicht van een Tivoli Large eruitziet als twee achtvormen naast elkaar (dus het was geen tweelingachtbaan of duellerende achtbaan). Verkocht aan Selva Mágica. |
| Rodeo Rider            | Calypso                                                  | Krekel            | 1979          | 2012          | Expedition Nautilus                                                 | Verwijderd om plaats te maken voor nieuwe attracties voor het jubileum 50 jaar Slagharen. |
| Nautilus               | Darkride                                                 |                   | 1968          | 2012          | The Passepartout Explorer                                           | ook wel bekend als Ocean of Darkness. Verwijderd om plaats te maken voor nieuwe attracties voor het jubileum 50 jaar Slagharen. |
| Dream Catcher          | Vliegend tapijt                                          | Weber             | 1996          | 2012          | Flying Cloud, later buitengedeelte Aqua Mexicana                    | ook wel bekend als Zwunka. Na het verwijden van de attractie is hier de Flying Cloud geplaatst. De Flying Cloud heeft hier echter maar kort gestaan waarna deze attractie heeft plaats gemaakt voor het buitengedeelte van het zwembad Aqua Mexicana. |
| Rocky Mountain Springs | Zwembad                                                  |                   | 1987          | 2014          | Aqua Mexicana                                                       | ook wel bekend als Bergbad. |
| Flying Cloud           | Looping Schip                                            | Weber             | 1984          | 2014          | Fogg's Trouble, en daarna voor het buitengedeelte van Aqua Mexicana | Ook wel bekend als Droomboot of Traumboot. De attractie heeft meerdere locaties gehad in het park maar ligt inmiddels in opslag in het park. In eerste instantie is de attractie verplaatst om ruimte te maken voor de Fogg's Trouble die gebouwd is tijdens het 50-jarig jubileum van het park. Later heeft de attractie ruimte gemaakt voor het buitengedeelte van Aqua Mexicana. Er is twijfel of de attractie ooit nog terug zal worden opgebouwd, dit omdat de opbouw een grote kostenpost met zich mee brengt. |
| Dancing Water Theater  | Waterorgel                                               |                   | 1965          | 2014          |                                                                     | Vernieuwd in 1983 en 2008. Heette eerst Waterorgel. De zaal is er nog, maar is onbereikbaar geworden omdat Aqua Mexicana ervoor ligt. |
| Mountain Slide         | Glijbaan                                                 |                   | 1974          | 2021          |                                                                     | Een glijbaan waarop men op een jute-zak moest zitten. Heette eerst Super Glijbaan. |

Afbeeldingen · Main Street